# Limonium tournefortii
Limonium tournefortii är en triftväxtart som först beskrevs av Frédéric de Girard, och fick sitt nu gällande namn av Erben. Limonium tournefortii ingår i släktet rispar, och familjen triftväxter. Inga underarter finns listade i Catalogue of Life.